# George R. Stewart
George Rippey Stewart (Sewickley, 31 de Maio de 1895 - São Francisco, 22 de Agosto de 1980) foi um toponimista estado-unidense, um escritor e professor de inglês na Universidade de Berkeley, Califórnia (até 1962).

## Biografia
George nasceu em Sewickley, na Pensilvânia, em 1895. Era filho de Ella Wilson Stewart e do engenheiro George Rippey Stewart Sr., que projetou gasodutos e linhas de trem, tornando-se fazendeiro na aposentadoria no sul da Califórnia. George passou a infância fazendo trilhas quando era garoto, em especial pelas montanhas de San Bernardino, no sul do estado.
Ingressou na Universidade Princeton, em 1917, por insistência da mãe, onde obteve o bacharelado em língua inglesa. Ingressou depois na Universidade da Califórnia em Berkeley para o mestrado e na Universidade Columbia para o doutorado, em 1922. No ano seguinte, começou a dar aulas de inglês e literatura na universidade em Berkeley. Em 1919 quase morreu devido a uma pneumonia depois de percorrer uma trilha. Depois da Primeira Guerra Mundial, em 1922, percorreu 3 mil quilômetros pela Europa de bicicleta.

## Morte
George morreu em São Francisco, na Califórnia, em 22 de Agosto de 1980, aos 84 anos.

## Obras
Ele é mais bem conhecido pelo seu único livro de ficção científica, Earth Abides, de 1949, uma ficção científica apocalíptica, pelo qual ganhou o primeiro International Fantasy Award em 1951. A ficção foi dramatizada no programa de rádio Escape e inspirou The Stand, obra de Stephen King.
O seu livro de 1941, Storm, destacando-se como sua protagonista uma tempestade no Oceano Pacífico, chamada "Maria", que levou ao Serviço Nacional de Meteorologia dos Estados Unidos a usar nomes pessoas para designar tempestades e inspirou Alan Jay Lerner e Frederick Loewe a escrever a música "They Call the Wind Maria" para o músical Paint Your Yagon, em 1951.
George R. Stewart foi um membro fundador da American Name Society em 1956-1957 e ele serviu, uma vez, como testemunha-chave numa tentativa de assassinato de um especialista em nomes familiares. Seus trabalhos acadêmicos sobre a poesia métrica das baladas (publicada sob o nome de George R. Stewart Jr.), começando com sua dissertação em Ph.D., em 1922, na Universidade de Columbia, continua importante em sua área.

## Publicações
- The Technique of English Verse (1930)
- Bret Harte: Argonaut and Exile (1931)
- English Composition, A Laboratory Course,  (1936)
- Ordeal by Hunger: The Story of the Donner Party (1936; rpt. 1992).  ISBN 978-0-395-61159-3
- John Phoenix (1937)
- East of the Giants (1938)
- Doctor's Oral (1939)
- Take your Bible in one hand;: The life of William Henry Thomes, author of A whaleman's adventures on land and sea, Lewey and I, The bushrangers, A gold hunter's adventures, etc., 1939
- Storm (1941; rpt. 2003).  ISBN 978-1-890771-74-4
- Names on the Land: an historical account of place-naming in the United States (1945; reimpresso 1958, 1967, 2008).  ISBN 978-1-59017-273-5
- Man, An Autobiography (1946)
- Fire (1948)
- Earth Abides (1949; rpt. 2006).  ISBN 978-0-345-48713-1
- The Year of the Oath (in collaboration) (1950)
- Sheep Rock (1951)
- The Opening of the California Trail: the story of the Stevens party by Moses Schallenberger, 1888; ed.1953
- U.S. 40: Cross Section of the United States of America (1953)
- American Ways of Life (1954)
- These Men My Friends (1954)
- To California by Covered Wagon (1954). Reprinted as Pioneers Go West (1987)
- The Years of the City (1955)
- N.A. 1: The North-South Continental Highway (1957)
- Pickett's Charge: A Microhistory of the Final Attack at Gettysburg, July 3, 1863, 1959[7] Rev. 1963.
- The California Trail (1962)
- Committee of Vigilance (1964)
- Good Lives (1967)
- Not So Rich as You Think (1968)
- The Department of English at the University of California, Berkeley (1968)
- A Concise Dictionary of American Place-Names (1970)
- Names on the Globe (1975)
- American Given Names (1979).  ISBN 978-0-19-504040-1